# هویت فرهنگی

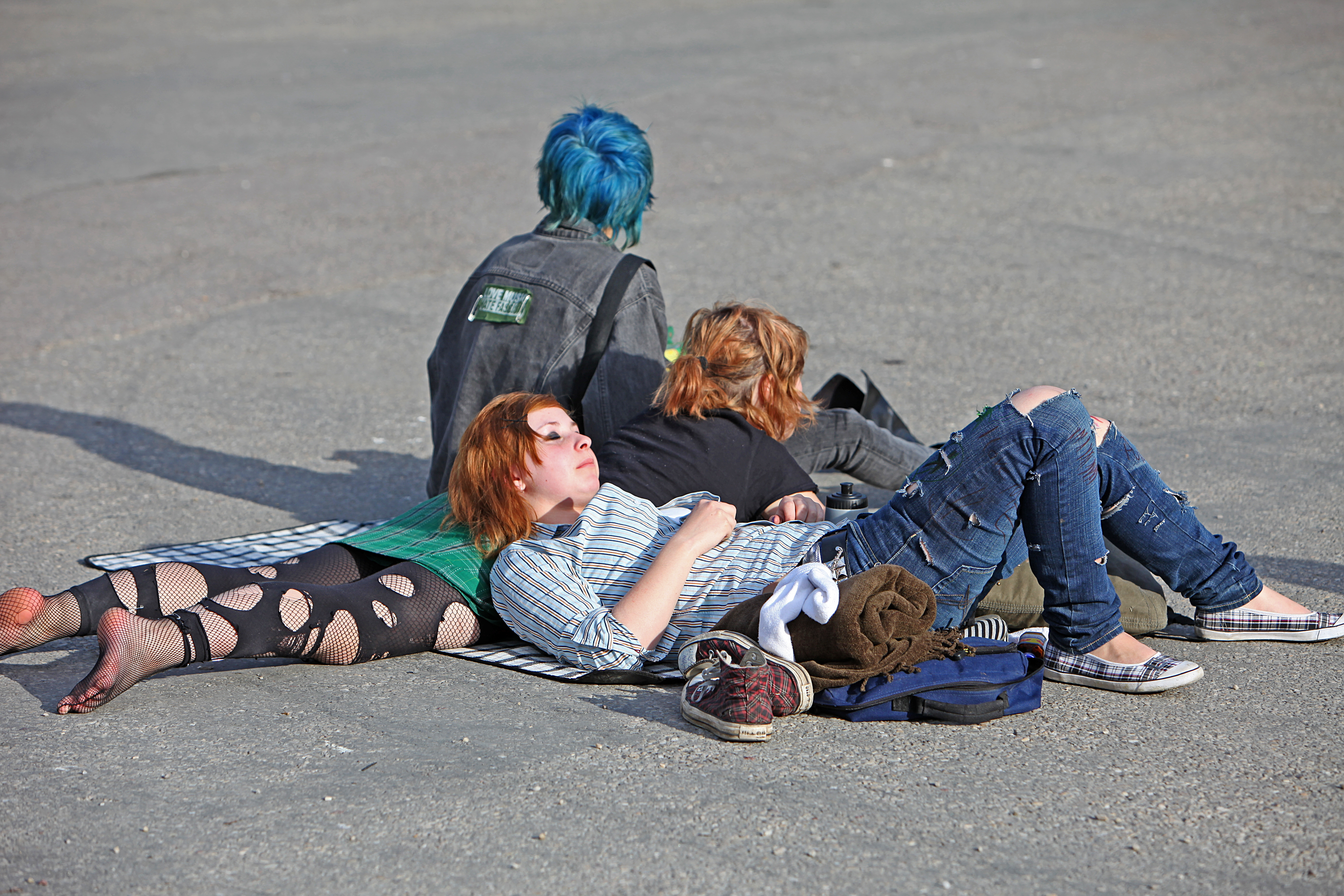
پوشش می‌تواند نشانه‌ای از هویت‌های فرهنگی باشد

هویت فرهنگی هویت اجتماعی یا حس تعلق به یک گروه است. این احساس بخشی از خودآگاهی و درک شخصی شخص و مربوط به تابعیت، قومیت، دین، طبقه اجتماعی، یا هر گروه اجتماعی دارای فرهنگ متمایز خود است. هویت فرهنگی هم مشخص کنندهٔ فرد و هم گروه افرادی که هویت فرهنگی یکسان دارند را مشخص می‌کند.
هویت یک ساختار پیچیده و پویا است که به طور عمیق بر درک افراد از خود و نحوه درک آن‌ها توسط دیگران تأثیر می‌گذارد.هویت یک مفهوم پیچیده و پویا است که از ویژگی‌های شخصی، وابستگی‌های اجتماعی، و زمینه‌های فرهنگی تشکیل شده و بر درک افراد از خود و نحوه تعاملشان با دیگران اثر می‌گذارد.هویت شامل خاطرات، تجربیات، روابط و ارزش‌هایی است که به شکل‌گیری احساس فرد از خود کمک می‌کنند. این مفهوم به افراد کمک می‌کند تا خود را درک کرده و جایگاه خود را در جهان پیدا کنند.تاب آوری و حفظ هویت فرهنگی یکی از مهم‌ترین ابعاد توسعه پایدار است.در مواجهه با چالش‌هایی چون جهانی‌شدن، مهاجرت و تغییرات سریع فناوری، جوامع برای حفظ هویت خود باید توانایی تطبیق و مقاومت در برابر فشارهای بیرونی را داشته باشند.